# Phyllodes imperialis

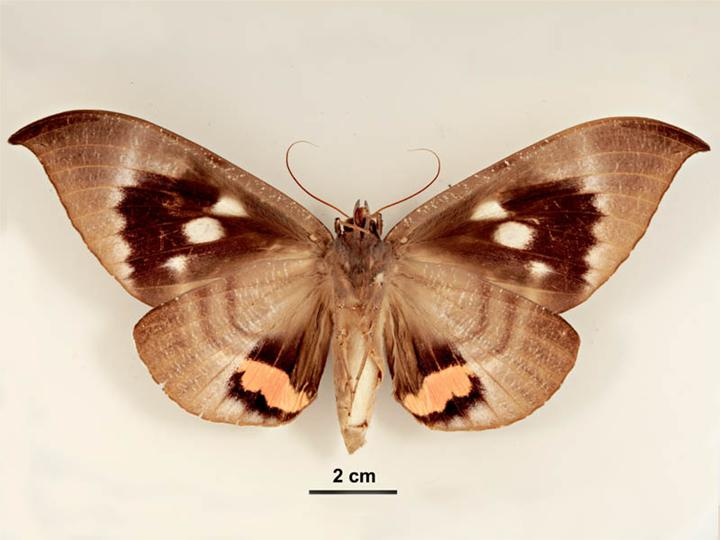
Flügelunterseite

Phyllodes imperialis ist ein in Australien und dem südpazifischen Raum vorkommender Schmetterling (Nachtfalter) aus der Familie der Eulenfalter (Noctuidae).

## Merkmale

### Falter
Mit einer durchschnittlichen Flügelspannweite von 130 bis 140 Millimetern (maximal 170 mm) zählen die Falter zu den sehr großen Eulenfaltern. Die Vorderflügel sind blattförmig, graubraun gefärbt und zeigen einen länglichen, hellen Diskalfleck, der zuweilen spiralförmig gestaltet oder geteilt ist. Der Apex ist leicht gebogen und sehr spitz. Auf der schwarzbraun gefärbten Hinterflügeloberseite heben sich ein vom Analwinkel  ausgehender großer roter Fleck sowie viele weiße Punkte entlang des Saums ab. Die rote Fleckenzeichnung scheint auf die Unterseite in abgeschwächter Form durch. Die Vorderflügelunterseiten sind in der Postdiskal- und Submarginalregion hellbraun gefärbt, in der Basal- und Diskalregion dunkelbraun und mit drei großen weißen Flecken versehen.

### Raupe
Jüngere Raupen sind schlank, meist braun sowie zuweilen grün gefärbt und schwach gezeichnet. Ausgewachsene Raupen sind dunkel- bis rotbraun, besitzen eine starke Verdickung der Segmente hinter dem Kopf, die außerdem zwei große Augenflecke sowie zwei weiße zahnreihenähnliche Zeilen zeigen. Die Augenflecke sind dunkelblau und dünn gelb umrandet. Bei Gefahr krümmen die Raupen den Vorderteil nach oben, blähen ihn weiter auf und nehmen damit ein für potentielle Fressfeinde gefährliches und abschreckendes Aussehen an.

## Verbreitung, Lebensraum und Unterarten
Phyllodes imperialis kommt im Osten Australiens, in Papua-Neuguinea (einschließlich des Bismarck-Archipels) sowie auf Neukaledonien,  Vanuatu und den Salomon-Inseln vor. Die Art besiedelt in erster Linie subtropische Regenwälder bis in Höhenlagen von 600 Metern.
Folgende Unterarten werden unterschieden:
- Phyllodes imperialis imperialis von den Salomon-Inseln
- Phyllodes imperialis dealbata von Neukaledonien und Vanuatu
- Phyllodes imperialis meyricki aus Nordostaustralien und Papua-Neuguinea
- Phyllodes imperialis smithersi aus dem Südosten von Queensland und dem Nordosten von New South Wales

## Lebensweise
Die Falter sind im Oktober oder zwischen Dezember und März anzutreffen. In Ruhestellung mit geschlossenen Flügeln wirken sie wie ein verwelktes Blatt und sind für Feinde kaum zu erkennen. Zur Nahrungsaufnahme saugen sie gerne an überreifen Früchten. Die Raupen ernähren sich von den Blättern von Carronia multisepala oder Pycnarrhena australiana, die zu den Mondsamengewächsen (Menispermaceae) zählen. Detaillierte Angaben zur Lebensweise der Art liegen derzeit nicht vor.

## Gefährdung
In Australien wird die Art als endangered (gefährdet) eingestuft. Die Bedrohung besteht hauptsächlich wegen des Verlusts von Lebensräumen beispielsweise durch Abholzungen, Landwirtschaft und Straßenbau.